# سرغوجوم
سرغوجوم هي بلدة في مقاطعة كسبي في ولاية قشقداريا في أوزبكستان.